# تربية العبيد في الولايات المتحدة
تربية العبيد هي ممارسةٌ في ولايات العبودية بالولايات المتحدة الأمريكية، حيث كان مالكو العبيد يُجبرون العبيد بشكل منهجي على إنجاب الأطفال لزيادة ثرواتهم. وشمل ذلك علاقات جنسية قسرية بين الرجال والنساء أو الفتيات المستعبدين، وحمل النساء والفتيات المستعبدات قسرًا نتيجةً للتزاوج القسري مع زملائهم العبيد على أمل إنجاب عبيد أقوى نسبيًا في المستقبل. كان الهدف هو أن يزيد مالكو العبيد عدد الأشخاص الذين يستعبدونهم دون تكبد تكلفة الشراء، ولسد نقص العمالة الناجم عن إلغاء تجارة الرقيق عبر المحيط الأطلسي.

## السياق التاريخي

### نهاية تجارة الرقيق الأمريكية عبر المحيط الأطلسي
جاءت القوانين التي ألغت في النهاية تجارة الرقيق عبر الأطلسي نتيجة لجهود الجماعات المسيحية البريطانية المناهضة للعبودية مثل جمعية الأصدقاء، المعروفة باسم الكويكرز، والإنجيليين بقيادة ويليام ويلبرفورس، الذين أدت جهودهم من خلال جمعية تحقيق إلغاء تجارة العبيد إلى إقرار قانون تجارة الرقيق لعام 1807 من قبل البرلمان البريطاني في عام 1807. أدى هذا إلى زيادة الدعوات لإلغاء العبودية في أمريكا، بدعم من أعضاء الكونغرس الأمريكي من الشمال والجنوب، وكذلك الرئيس توماس جيفرسون. 
في الوقت الذي كان فيه استيراد الأفارقة المستعبدين يُقيّد أو يُلغى، شهدت الولايات المتحدة توسعًا سريعًا في إنتاج القطن وقصب السكر والأرز في أعماق الجنوب والغرب. مكّن اختراع محلج القطن من زراعة مربحة للقطن قصير التيلة، والذي كان إنتاجه أوسع من الأنواع الأخرى؛ مما أدى إلى التفوق الاقتصادي للقطن في جميع أنحاء أعماق الجنوب. كان يُعامل المستعبدون كسلعة من قِبل المالكين والتجار على حد سواء، وكانوا يُعتبرون العمالة الأساسية لإنتاج المحاصيل النقدية المربحة التي تُغذّي التجارة المثلثية.
كان المستعبدون يُعاملون كأصول منقولة، على غرار المعاملة القانونية لحيوانات المزارع. أصدر المستعبدون قوانين تُنظّم العبودية وتجارة الرقيق، بهدف حماية استثماراتهم المالية. لم يكن للعمال المستعبدين حقوقٌ تتجاوز حقوق بقرة أو حصان، أو كما صاغتها المحكمة العليا الأمريكية في قضية دريد سكوت ضد ساندفورد، "لم تكن لهم حقوقٌ يُلزم الرجل الأبيض باحترامها". في المزارع الكبيرة، كانت العائلات المستعبدة تُفرّق بين أنواع العمل المختلفة. كان الرجال يُوزّعون عادةً في مجموعاتٍ حقلية كبيرة، بينما يُوزّع العمال على المهام الأنسب لهم من الناحية البدنية، وفقًا لتقدير المشرف.